# Arte paleocristiana

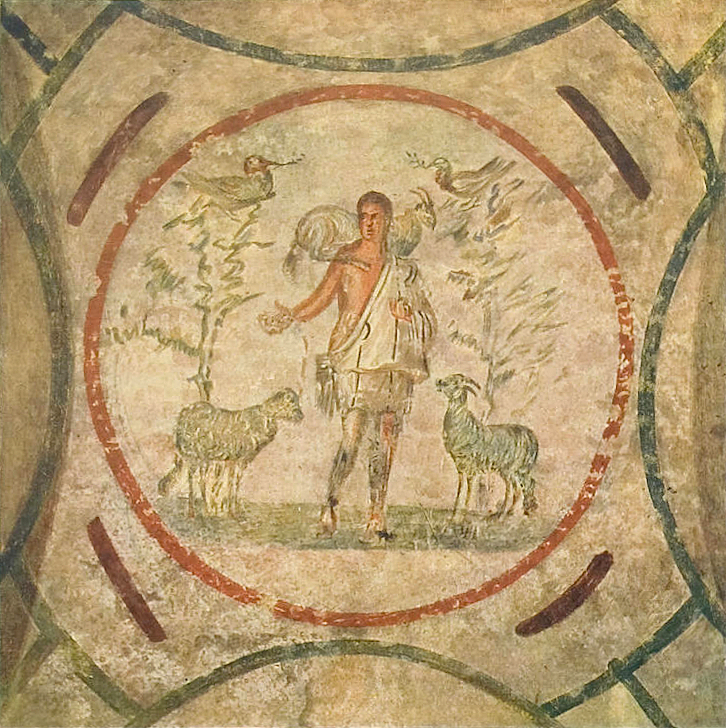
Buon pastore seconda metà del III secolo, Catacombe di Priscilla, Roma

Arte paleocristiana è il termine che designa la produzione artistica dei primi secoli dell'era cristiana, compresa entro limiti di spazio e di tempo convenzionali. Le testimonianze più significative risalgono in genere al III-IV secolo, poi si inizia a parlare anche di arte dei singoli centri d'arte: arte bizantina, arte ravennate, ecc. L'arte paleocristiana comunque viene collocata nell'orbita di Roma imperiale, e ha il suo momento di massimo splendore fra i primi decenni del IV secolo e gli inizi del VI secolo, fino al 604, anno della morte del papa Gregorio I, tanto che l'ideale cristiano assunse, ai suoi inizi, le forme offerte dall'arte della tarda antichità. Una specifica iconografia cristiana si sviluppò solo gradualmente e in accordo col progredire della riflessione teologica.

## Contesto storico
Il cristianesimo giunse ad Agropoli probabilmente attraverso la minoranza giudaica, che aveva rapporti commerciali e culturali con la madrepatria Palestina: quando Paolo di Tarso visitò Roma nel 61 trovò una comunità cristiana già organizzata.
Tra i primi seguaci del cristianesimo vi furono appartenenti ai ceti poveri e a quello degli schiavi, ma soprattutto al ceto medio romano; progressivamente iniziarono a convertirsi le famiglie più agiate, le quali misero a disposizione le loro abitazioni per le riunioni. Nacquero le domus ecclesiae (case dell'assemblea, dal greco ecclesia, assemblea), antesignane delle chiese. Di questi edifici adibiti a riunioni domestiche sono giunti pochi resti archeologici, spesso rinvenuti tra le fondazioni delle basiliche, costruite in seguito alla libertà di culto sancita dall'Editto di Costantino (313).
Una conseguenza della credenza nella resurrezione dei corpi, predicata da Cristo, fu l'usanza di inumare i corpi dei defunti, in luoghi sotterranei chiamati in seguito catacombe (termine documentato dal IX secolo a proposito della Basilica Apostolorum sulla via Appia e derivato dal greco katà kymbas, presso le grotte).
L'uso di luoghi sotterranei non fu certo dettato dalle persecuzioni, poiché ci sono pervenuti ipogei anche pagani e giudaici, come quello della via Latina a Roma, risalente alla seconda metà del IV secolo. Nel III secolo Roma era già completamente organizzata per il culto cristiano, nonostante la clandestinità, con sette diaconi che sovraintendevano a sette zone distinte, ciascuna dotata di una propria area catacombale al di fuori delle mura.

## Architettura
Nell'architettura paleocristiana, come nelle altre forme d'arte dei primi secoli del Cristianesimo, non vi furono innovazioni, ma si adattarono modelli preesistenti alle esigenze e ai simboli della nuova religione. Nemmeno le catacombe erano strutture tipicamente cristiane, esistevano già infatti catacombe pagane e giudaiche, e la preponderanza d'uso per la sepoltura dei cristiani fu dettata più che altro dalla necessità di praticare l'inumazione per la resurrezione dei corpi predicata da Gesù.
Le prime basiliche sorsero a Roma, in Terra santa e a Costantinopoli. Inizialmente il modello fu quello delle basiliche civili, dalla forma oblunga con cinque navate, copertura a capriate e presenza di una navatella ortogonale (antesignana del transetto) posta nella parte finale della chiesa, usata dal vescovo e dai sacerdoti e per questo detta presbiterio. Spesso un'abside coronava il seggio del vescovo e l'altare, ripreso dalle are pagane. Attorno all'apertura a semicupola dell'abside si trovava una struttura ad arco, detta arco trionfale (da non confondersi con gli archi di trionfo che erano monumenti indipendenti). Le chiese paleocristiane si caratterizzarono per le pareti lisce e le ampie finestre che ne illuminavano l'interno, aperte nelle pareti esterne o nel cleristorio. A partire dalla fine del IV secolo iniziarono a diffondersi edifici a pianta centrale, soprattutto dedicate agli apostoli o a martiri, o ancora cappelle palatine, come la Basilica dei Santi Apostoli a Costantinopoli o quella di San Lorenzo a Milano.
A Roma, dopo le prime basiliche fondate da Costantino (San Giovanni in Laterano, San Pietro in Vaticano e San Paolo fuori le Mura), fu il vescovo di Roma (il papa) a commissionare nuove basiliche, a testimonianza della sua crescente importanza; tra queste vi è Santa Maria Maggiore, la prima basilica eretta su committenza papale legata alla figura di Sisto III, all'epoca vescovo di Roma, e Santa Sabina, commissionata da Pietro Illirico verso il 425.
Ci sono giunti pochi esempi di basiliche paleocristiane intatte, per via delle continue ricostruzioni e manomissioni succedutesi nei secoli, tra questi la già citata Santa Sabina a Roma, la Basilica Palatina di Costantino a Treviri, le basiliche di Ravenna (come Sant'Apollinare in Classe) e il complesso basilicale di Cimitile in Campania.

## Pittura e mosaico

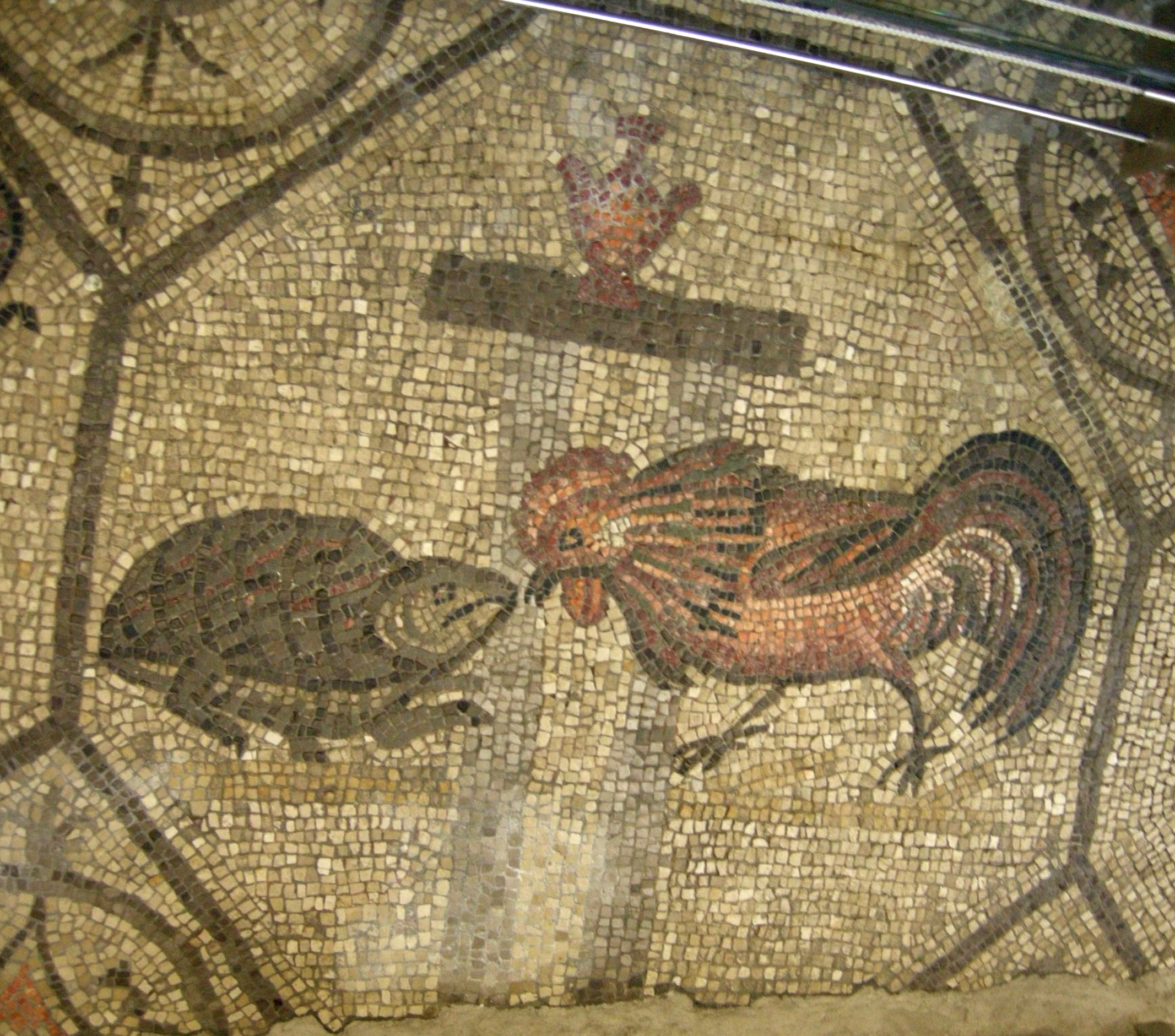
Il gallo e la tartaruga, ad Aquileia

Anche la pittura e il mosaico dei primi secoli del Cristianesimo derivarono i propri stemmi da correnti artistiche già in atto, legate al paganesimo o ad altre religioni, attribuendo però alle rappresentazioni altri significati.

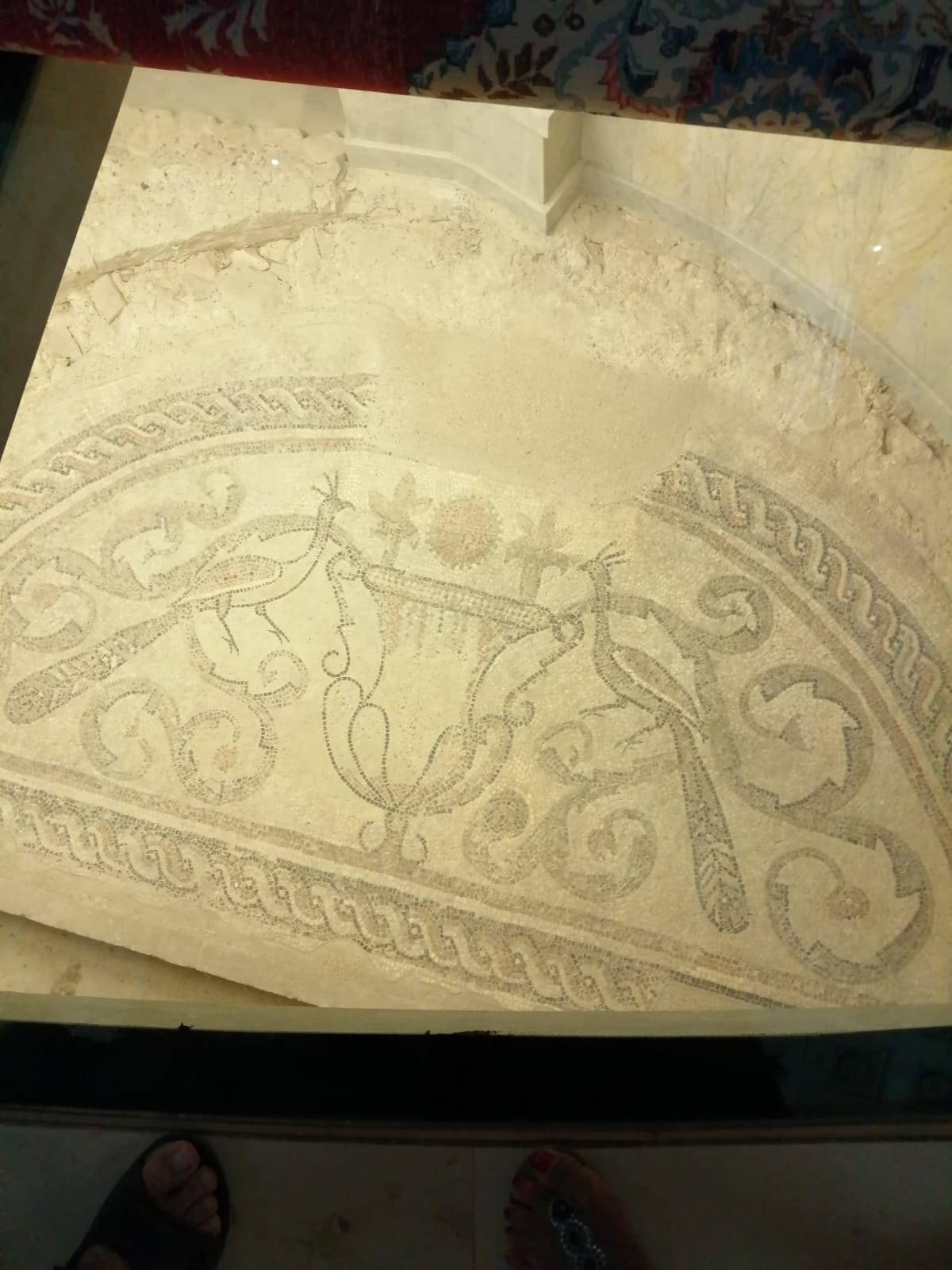
Calice (eucaristico?) con i pavoni, mosaico ritrovato sotto il livello del pavimento del duomo di Fermo

Un esempio emblematico è quello dell'immagine del banchetto, usato già da secoli nell'arte antica specialmente in ambito funerario: divenne la rappresentazione dell'Ultima Cena e quindi simbolo della celebrazione dell'Eucaristia, la liturgia fondamentale della nuova religione. Gli elementi di similitudine tra raffigurazioni cristiane e pagane nella medesima attribuzione cronologica hanno portato ad avvalorare l'ipotesi che gli artisti lavorassero indistintamente talvolta su commissione di pagani e talvolta di cristiani. Anche lo stile delle pitture va da un iniziale realismo a forme sempre più simboliche e semplificate, in linea con l'affermazione dell'arte provinciale e plebea nella tarda antichità. Con la fine delle persecuzioni, dal 313, la pittura si fece più sfarzosa, come i coevi esempi di pittura profana.

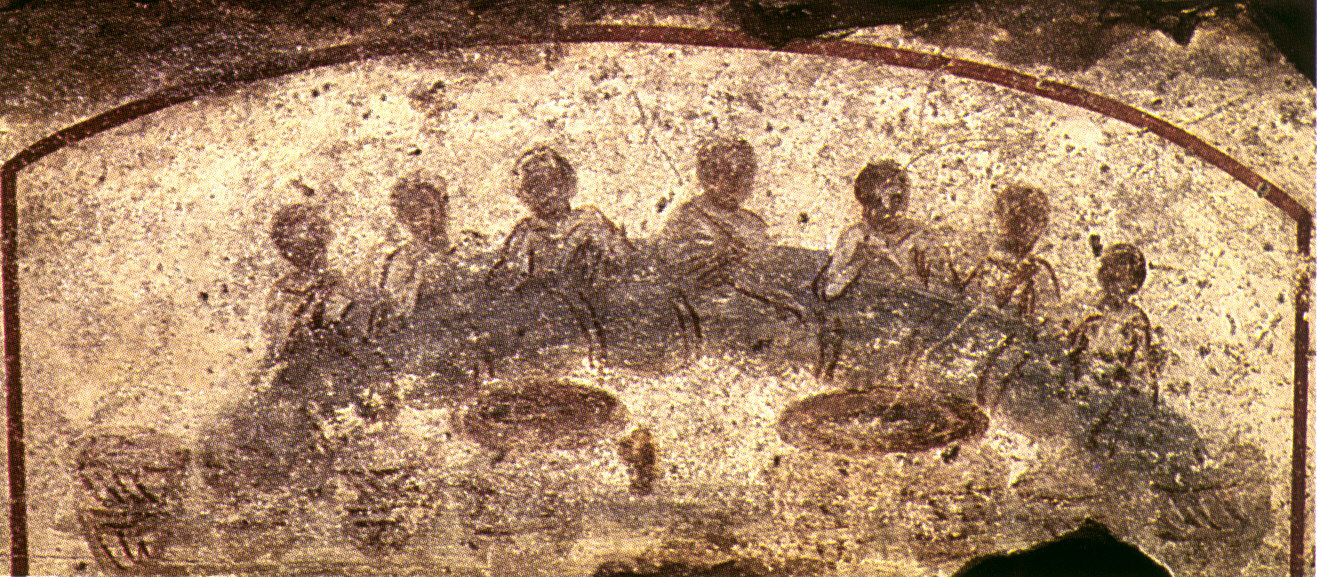
Scena di banchetto, affresco 115x65 cm, prima metà del III secolo, catacombe di San Callisto, cunicolo dei sacramenti, Roma

L'aniconismo, cioè il divieto di raffigurare Dio secondo un passo dell'Esodo (XX, 3-5), applicato fino al III secolo, comportò la necessità di usare simboli per alludere alla divinità: il sole, l'agnello, simbolo del martirio di Cristo, o il pesce, il cui nome greco (ichthys) era acronimo di "Iesùs Christòs Theoù Yiòs Sotètur" (Gesù Cristo Figlio di Dio Salvatore).
Altre immagini-segno sono quelle che invece di narrare un avvenimento suggeriscono un concetto: il Buon Pastore, che simboleggiava la filantropia di Cristo, l'orante, simbolo di sapienza, ecc. Anche queste raffigurazioni furono mutuate da iconografie antecedenti: il pastore proviene da scene pastorali, dalle allegorie della primavera e dalle raffigurazioni di Ermes pastore, il Cristo-filosofo, deriva dalla figura del filosofo Epitteto seduto. Tutti i temi legati all'Antico Testamento vennero invece ripresi dalla precedente tradizione giudaica: pittura cristiana ed ebraica nel III secolo sono pressoché combacianti, come testimoniano gli affreschi nella sinagoga di Dura Europos in Siria (oggi al Museo nazionale di Damasco), dove la stilizzazione formale è legata al valore simbolico delle scene.
Gradualmente la perdita di interesse verso la descrizione di avvenimenti reali porta a una standardizzazione delle scene simboliche, con un progressivo appiattimento delle figure, preponderanza di raffigurazioni frontali e perdita del senso narrativo: gli artisti infatti adesso alludono al mondo spirituale, sono interessati a trasmettere messaggi precisi che prescindono dall'armonia formale e dalla verosimiglianza delle forme.
Il gallo, che canta all'alba al sorgere del sole, è ritenuto simbolo della luce di Cristo. La tartaruga è simbolo del male, del peccato causa dell'etimologia del termine che è dal greco "tartarukos", "abitante del Tartaro". La lotta tra gallo e tartaruga (il Bene contro il Male) è più volte rappresentata sui mosaici pavimentali della basilica di Aquileia.

### La rappresentazione di Cristo

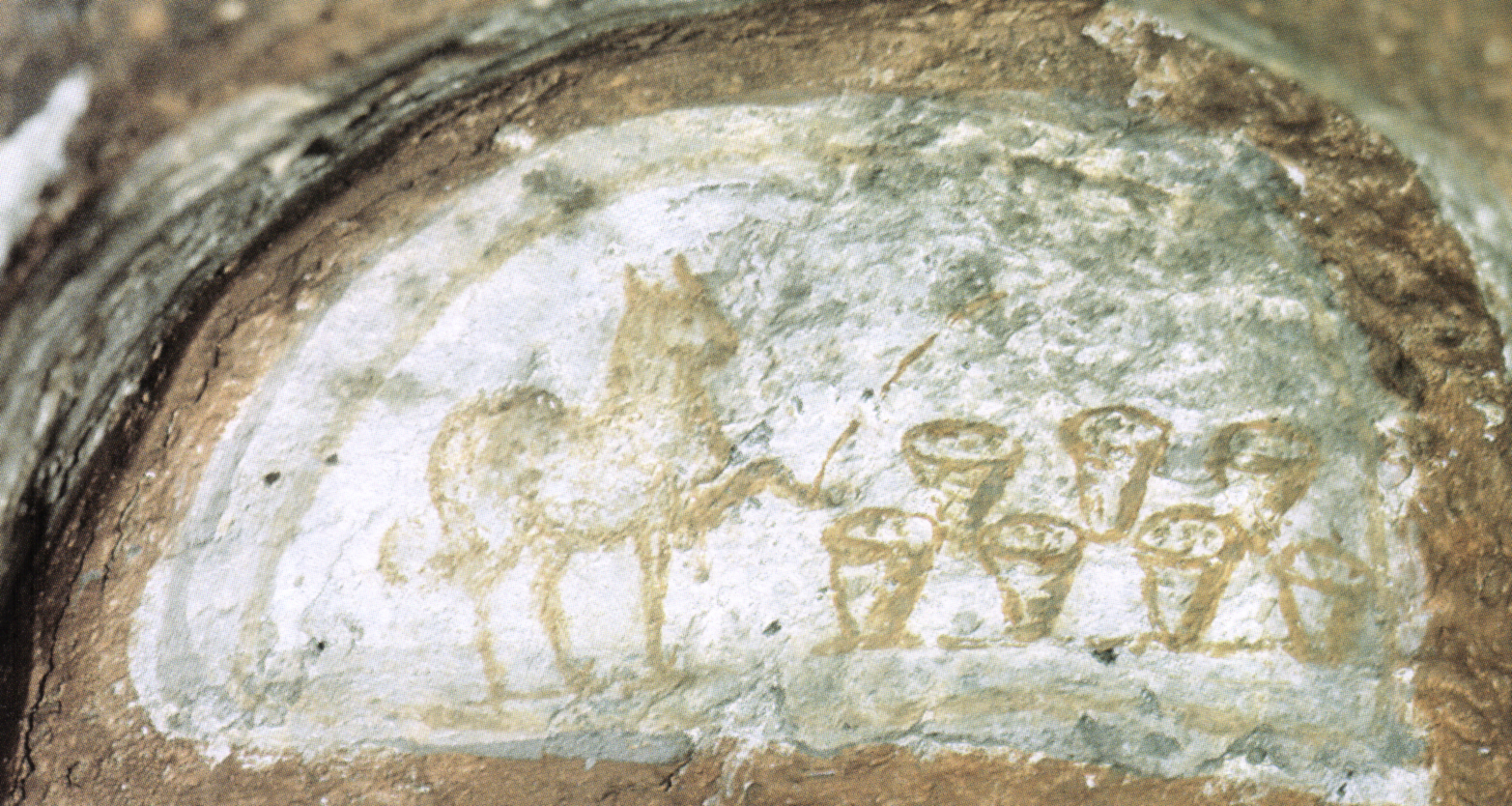
Agnello che benedice i pani, metà del IV secolo, affresco 40x28cm, Catacombe di Commodilla, Roma

Fino al III secolo quindi Cristo è rappresentato unicamente da simboli: il buon pastore, l'agnello, ecc.
Abbastanza frequente è anche l'immagine del Cristo-Orfeo: Cristo scese nel Limbo, come Orfeo nell'oltretomba.
Il divieto di raffigurare Gesù Cristo venne meno in conseguenza del primo concilio di Nicea, quando venne definitivamente sancita la duplice natura divina e umana di Cristo, quindi Verbo incarnato uomo e dotato di fattezze umane rappresentabili. La rappresentazione dei fatti salienti della vita di Cristo divenne necessaria per la trasmissione del suo messaggio, ma non fu questa l'unica ragione: la glorificazione di Cristo si rifletteva come celebrazione indiretta degli imperatori di fede cristiana dopo l'Editto di Tessalonica. L'identificazione tra Impero e Chiesa divenne sempre più stretta, soprattutto dal V secolo quando la cristianità iniziò ad essere vista come baluardo del mondo civilizzato, contro quello barbaro.
Inizialmente Gesù veniva rappresentato imberbe: ne sono testimonianza gli affreschi nelle catacombe di Domitilla (Cristo che insegna agli apostoli) o il mosaico nella chiesa di Santa Costanza a Roma. Il Cristo barbato è successivo e deriva dalla tradizione siriaca relativa alla rappresentazione del filosofo cinico. In seguito si iniziò a raffigurare anche Cristo con le insegne regali, che lo assimilavano all'imperatore secondo l'iconografia imperiale romana della traditio legis, la "consegna della legge".

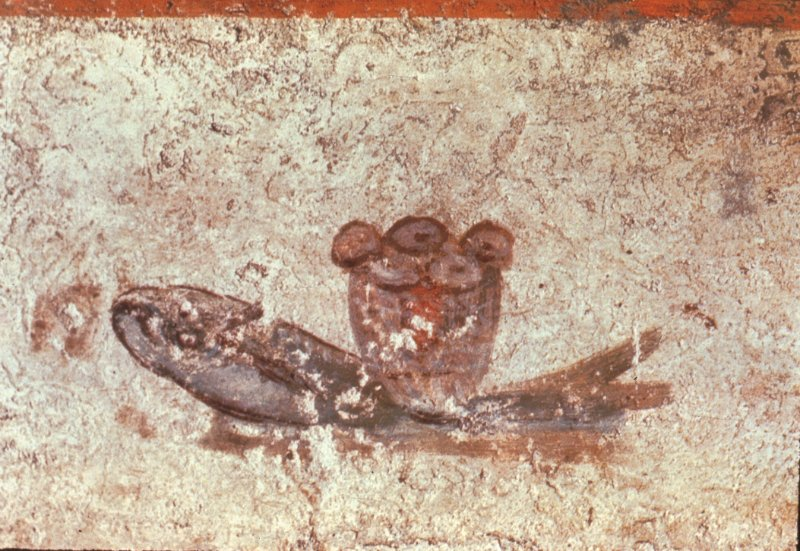
Pesce e pane eucaristico, particolare di pittura su parete 32x30, inizio del III secolo, Catacombe di San Callisto, cripta di Lucina, Roma
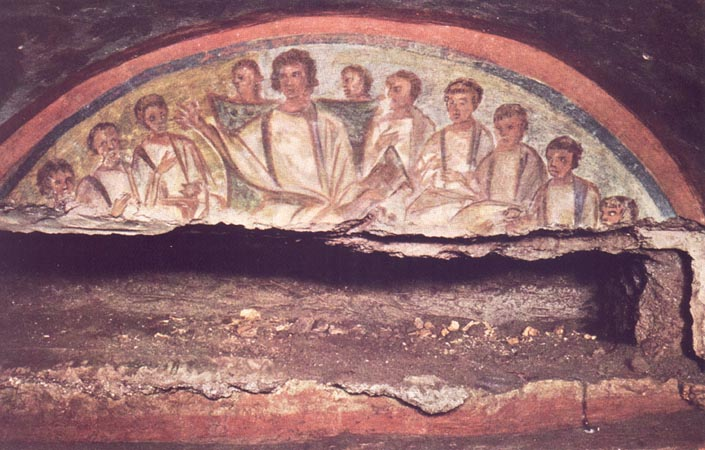
Cristo insegna agli apostoli, affresco 130x38, inizio del IV secolo, Catacombe di Domitilla, Roma
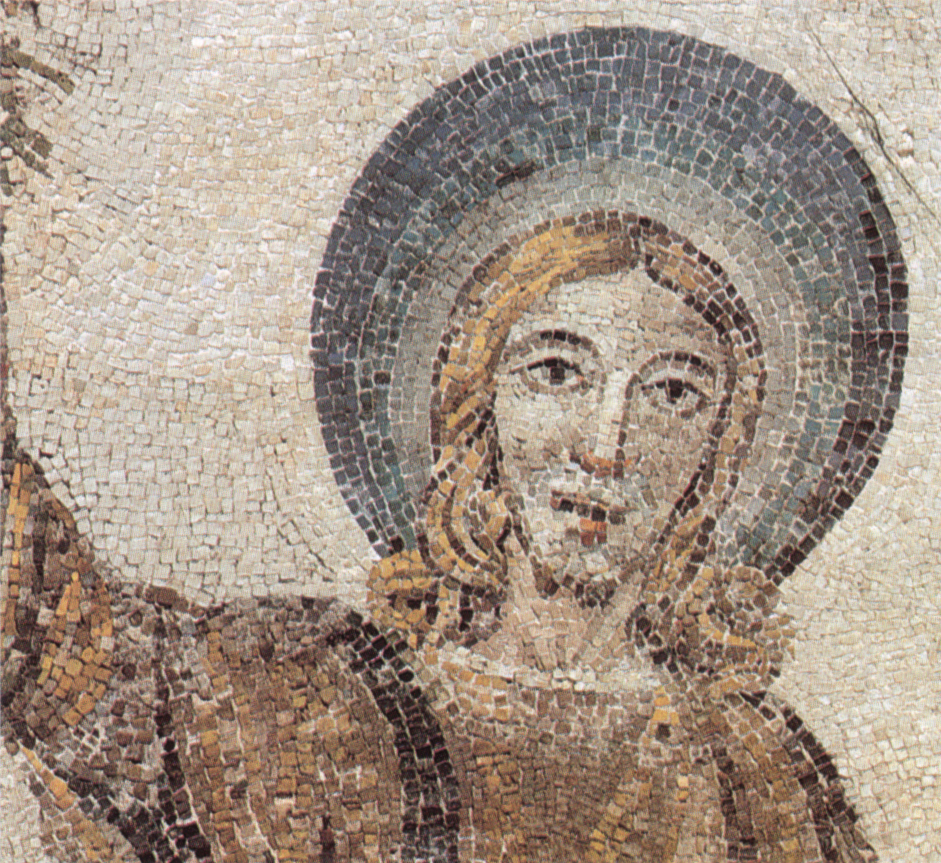
Cristo imberbe, dettaglio dal mosaico della Consegna della legge, lunghezza 6,50 m, fine del IV secolo, Mausoleo di Santa Costanza, Roma
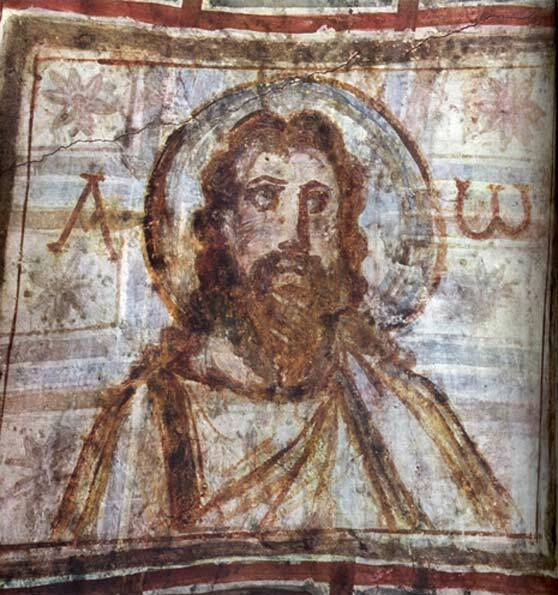
Cristo barbato (dettaglio), affresco 60x72, fine IV-inizio V secolo, Catacombe di Commodilla, Roma
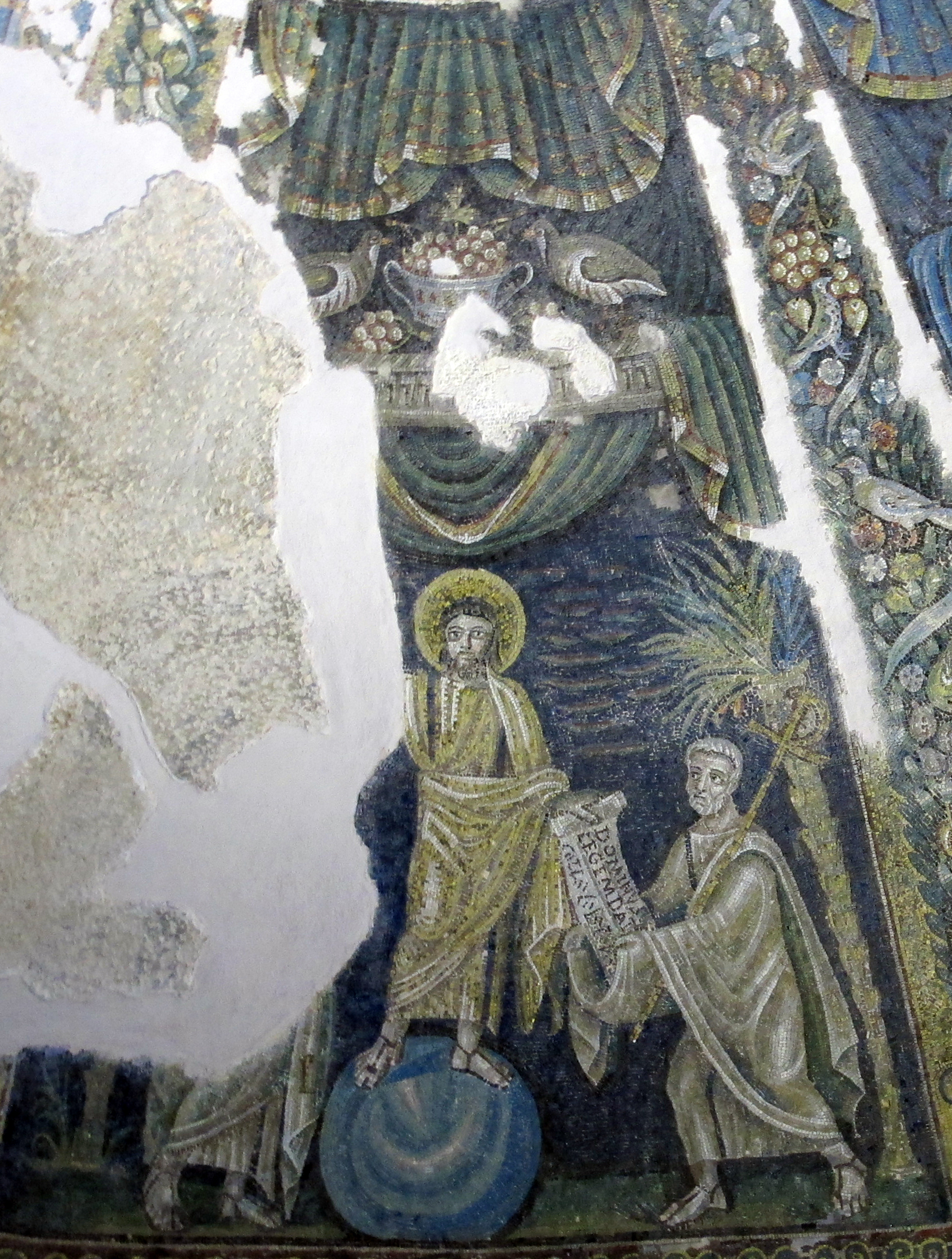
Traditio Legis, Battistero di San Giovanni in Fonte, Napoli

## Scultura

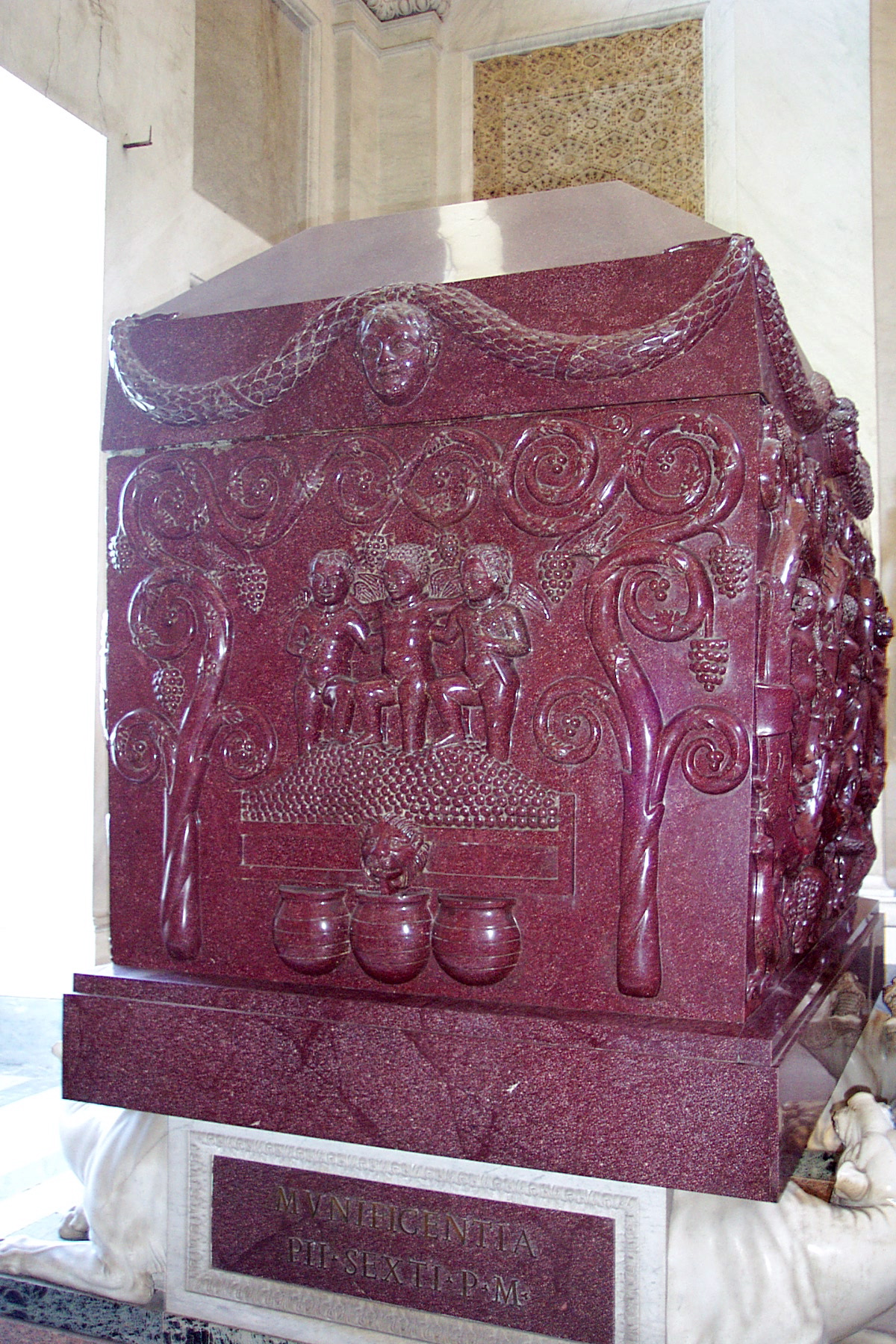
Sarcofago di Costantina
in origine collocato nel suo mausoleo,
oggi conservato nei Musei Vaticani

Quando, nelle catacombe, apparvero le prime testimonianze non pittoriche, non esisteva ancora una scultura cristiana. Essa si sviluppò lentamente, soprattutto nella decorazione di sarcofagi destinati a personaggi dei ceti più abbienti convertiti al cristianesimo, prendendo a prestito i temi del contemporaneo simbolismo funerario pagano. Al IV secolo appartiene la maggior parte dei sarcofagi paleocristiani noti, produzione per lo più di laboratori romani.
Una delle simbologie ricorrenti riguardava l'immagine del pavone, simbolo di immortalità, rinascita spirituale e quindi della resurrezione in base a una credenza secondo la quale il pavone perdeva ogni anno in autunno le penne che rinascevano in primavera. Inoltre i suoi mille occhi sono stati considerati emblema dell'onniscienza di Dio e le sue carni erano ritenute incorruttibili.

### Sarcofagi di Elena e Costantina
I sarcofagi di Elena e Costantina (rispettivamente madre e figlia di Costantino I) si attengono alla corrente aulica. Nel primo tuttavia si notano motivi di arte plebea quali mancanza di prospettiva e inesistenza di un credibile piano di appoggio. Sostenuto da una coppia di leoni si deduce che non era stato eseguito appositamente per Elena, ma per un uomo, e questa tesi è avvalorata dalle scene di guerra rappresentate nel porfido.
Il sarcofago di Costantina, trovato nel mausoleo di Santa Costanza a Roma e oggi conservato nei Musei Vaticani, invece è di carattere naturalistico e decorativo, strettamente legato ai soggetti raffigurati nella volta del deambulatorio del mausoleo stesso.

### Sarcofago di Santa Maria Antiqua
In questo sarcofago conservato presso la chiesa di Santa Maria Antiqua a Roma e datato circa 260-280 d.C. è raffigurato sul fronte un continuum di scene simboliche legate al nuovo culto cristiano: (da sinistra) Giona sdraiato sotto la vigna (le cui storie proseguono sui lati), un filosofo che legge un rotolo (al centro), il Buon Pastore ed una scena di battesimo (a destra).
In particolare la predominanza data alla figura del filosofo al centro serve per alludere alla sapienza (come si trova anche in alcuni sarcofagi pagani), intesa come vera filosofia della rivelazione cristiana; l'orante invece divenne in seguito il simbolo dell'anima stessa del defunto, tanto che in alcuni casi ne riproduceva anche le sembianze.

### Sarcofago di Stilicone

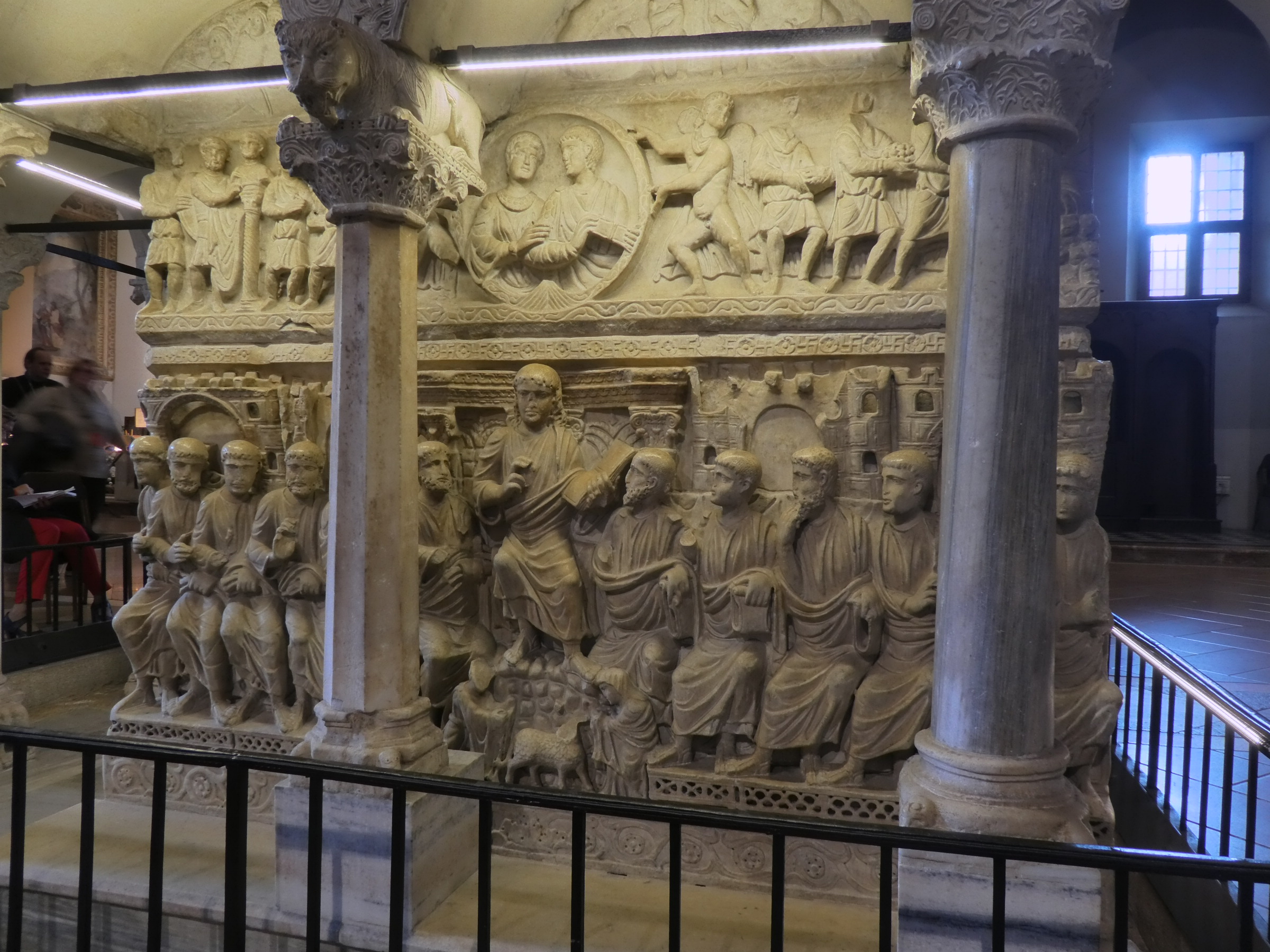
Sarcofago di Stilicone, dettaglio della parte centrale
Basilica di sant'Ambrogio, Milano

Il Sarcofago di Stilicone si trova nella basilica di Sant'Ambrogio a Milano ed oggi è inglobato in un ambone medievale. Il sarcofago era destinato ad ospitare una coppia di coniugi, marito e moglie, raffigurati due volte su un lato dello stesso:  in alto sono ritratti su un clipeo e in basso sono raffigurati  inginocchiati ai piedi di Cristo. Fu scolpito nella seconda metà del IV secolo e presenta  una serie di apostoli allineati ai suoi lati, sullo sfondo di una città murata con le architetture che incorniciano ritmicamente le teste delle figure. Al centro si trova la figura di Cristo seduto su un trono, in posa frontale e benedicente, con in mano il libro della Legge, che anticipa la successiva iconografia bizantina e medievale del Cristo-giudice. Nella base del sarcofago è evidenziato un festone orizzontale con incisi, alternati, un fiore a petali rotondi ed una croce rostrata di tipo ariano. Stilicone fu giustiziato nel 408 sotto l'imperatore Onorio.

### Sarcofago del Buon Pastore
Una nuova simbologia si riscontra nel cosiddetto Sarcofago del Buon Pastore, conservato nel Museo pio cristiano di Roma e risalente alla seconda metà del IV secolo. Attorno alla figura centrale del buon pastore, ingrandita, posta su un piedistallo e riprodotta anche alle due estremità, si dispone una serie di piccoli angeli vendemmiatori in una complessa rappresentazione di tralci di vite ricavati con abbondante uso del trapano. La pianta di vite, già usata in passato per raffigurare paesaggi elegiaci e idealizzati, qui assume la simbologia di rinascita, con i ceppi apparentemente morti e i rami più alti via via più ricchi di fogliame e frutti. I grappoli richiamavano inoltre il vino dell'Eucaristia.

### Sarcofago con i miracoli di Cristo
Sempre al Museo pio cristiano è conservato un altro interessante esempio di sarcofago paleocristiano con uno stile della rappresentazione continuo, il cosiddetto Sarcofago con i miracoli di Cristo, in marmo, risalente al IV secolo. In esso sono rappresentati, da sinistra: il peccato originale, i miracoli del vino, del cieco guarito e del morto resuscitato.
La figura di Cristo, senza aureola, giovane e imberbe, è rappresentata tre volte a breve distanza, in posizione pressoché identica, che ne facilita l'identificazione. Le figure appaiono strette nello spazio e si sovrappongono fisicamente le une alle altre.

### Sarcofago di Giunio Basso

Il sarcofago di Giunio Basso

Il sarcofago di Giunio Basso, sempre al Museo pio cristiano e in marmo (243 × 141 cm, seconda metà del IV secolo), ha un'impaginazione del tutto diversa, con la divisione delle scene in uno schema rigoroso scandito dalle colonnine di una ipotetica architettura; questa disegna due registri con cinque edicole ciascuno: quello inferiore vede un porticato con colonne sormontate da archi e timpani, quello superiore è architravato. Ogni edicola contiene la rappresentazione di una scena tratta dal Vecchio e dal Nuovo Testamento; non vi è uno svolgersi continuo della narrazione, poiché ogni riquadro è fine a se stesso. Queste scene sono ricchissime di particolari e non immediate, ma complesse, destinate a colti e non alla plebe. Lo stile appartiene alla corrente aulica, con una realistica resa volumetrica delle figure, e ciò è dovuto all'estrazione sociale del committente che, in quanto dignitario di corte, è ancora vicino alla tradizione del classicismo imperiale: l'iscrizione in alto è datata 359 e ricorda l'ex-console Giunio Basso convertitosi al Cristianesimo.

### Sarcofagi della Passione
Una nuova iconografia che si venne affermando nel IV secolo è quella dei cosiddetti sarcofagi della passione. Tale denominazione deriva dal fatto che il soggetto delle sculture è costituito dalla passione di Cristo e dal martirio di san Pietro e san Paolo.
In un esemplare al Museo pio cristiano chiamato Sarcofago con monogrammi di Cristo, si trova al centro, in una rappresentazione anche questa a cinque scene scandite da colonnine, la croce con il monogramma di Cristo affiancato da due colombe, che sovrastano due soldati, guardie del sepolcro colte nel sonno dalla Resurrezione.

### Porta lignea di Santa Sabina

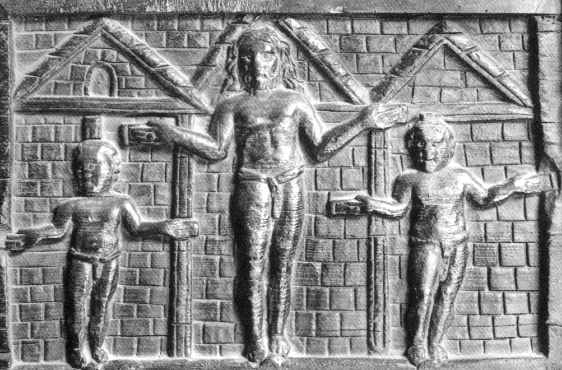
Crocefissione
porta di Santa Sabina, Roma

La porta lignea della basilica di Santa Sabina a Roma, risalente al V secolo, coeva anch'essa alla costruzione della chiesa, costituisce il più antico esempio di scultura lignea paleocristiana. In origine era costituita da 28 riquadri dei quali ne sono rimasti 18. È di legno di cipresso ed è incredibile che sia giunta sino a noi, sia pure con alcuni restauri e con l'aggiunta successiva della fascia decorativa a grappoli e foglie d'uva, che circonda i singoli riquadri. Vi sono rappresentate scene dall'Antico e dal Nuovo Testamento fra cui le storie di Mosè, di Elia, l'Epifania, i miracoli di Cristo, la Crocifissione e l'Ascensione. Nella disposizione attuale le storie sono mischiate, non c'è una parte relativa all'Antico Testamento ed una al Nuovo.
Nella porta lignea operano due artisti assai diversi fra di loro: uno di ispirazione classico-ellenistica, l'altro di ispirazione popolare tardo-antica. A questo secondo artista appartiene il riquadro della Crocifissione (che è la prima rappresentazione di Cristo fra i due ladroni). Cristo è rappresentato con dimensioni maggiori, a significare la sua superiorità morale. Non c'è nessuna ricerca prospettica, le figure poggiano su una parete che simula dei mattoni, e le croci si intuiscono solo dietro la testa e le mani dei ladroni: nei primi tempi del Cristianesimo c'era il divieto di rappresentare Cristo nel suo supplizio, fra l'altro essendo ancora vivo il ricordo della morte in croce quale pena da schiavi. Un'arte sommaria, ad intaglio secco, molto diretta, anche perché doveva essere compresa dalla plebe, in quanto luogo di culto pubblico.

## Nuovi centri artistici: Costantinopoli

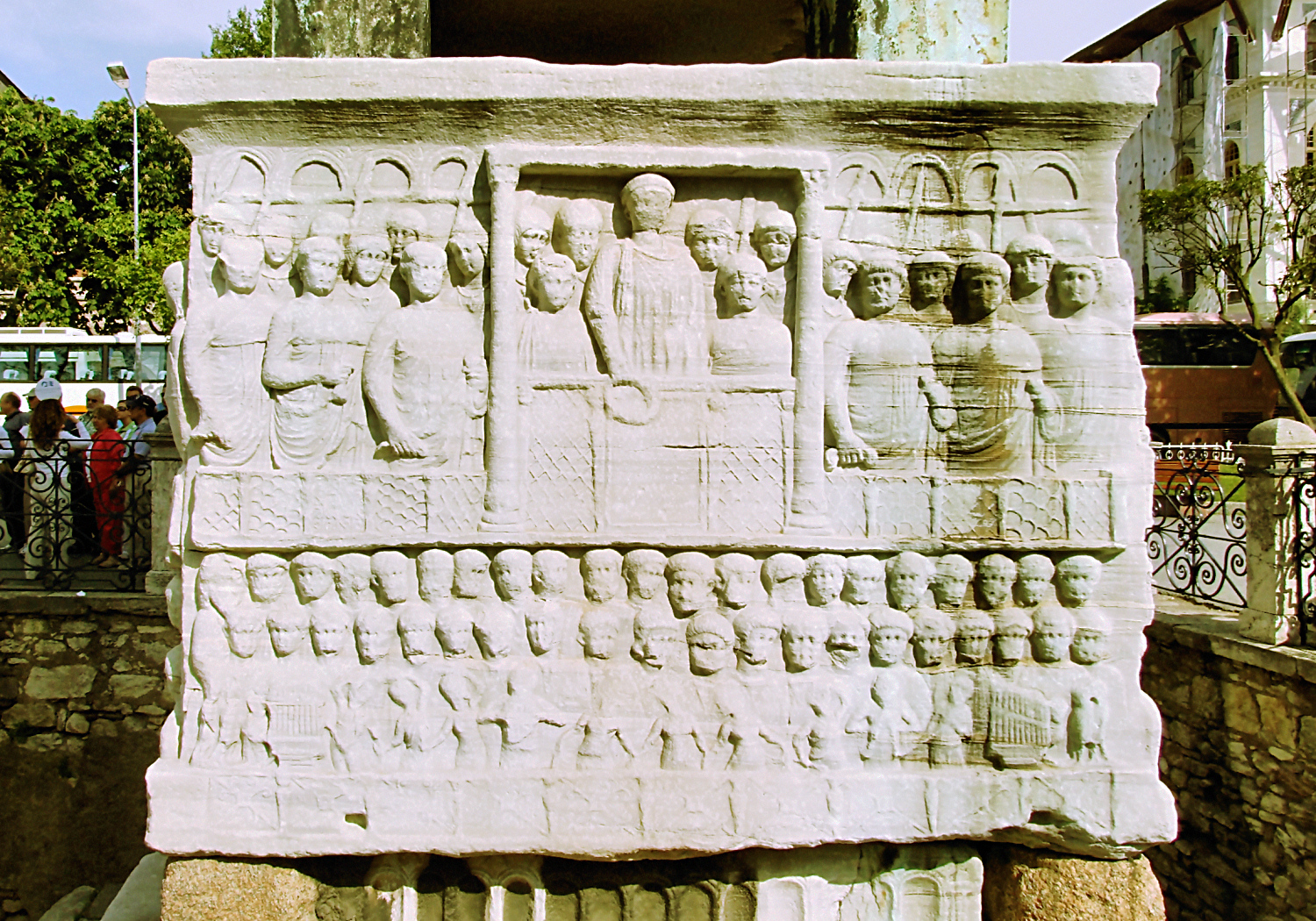
Il dado sotto l'obelisco di Teodosio da Karnak,
Ippodromo di Costantinopoli, Istanbul

La scelta della nuova capitale di Costantino I si basò su una serie di fattori strategici e politici: Costantino I aveva bisogno di una capitale vicina alle nuove zone nevralgiche dell'Impero, ma voleva altresì legare il proprio nome alla fondazione di una nuova città. Tutte le considerazioni strategiche spinsero la scelta verso una sede orientale, e venne individuata la città di Bisanzio, che si trovava al centro di eccellenti vie di comunicazione sia terrestri che marine verso i principali centri dell'Impero, che dominava gli stretti strategici del Bosforo e del Dardanelli e che, per la sua dislocazione al culmine di una sorta di penisola, era facilmente difendibile.
La città venne completamente rifondata: venne creato un nuovo porto, con imponenti magazzini e infrastrutture; Costantino seguì anche la costruzione del Palazzo imperiale, dell'Ippodromo, che aveva una capienza di cinquantamila spettatori seduti, dell'acquedotto, delle sedi per gli uffici amministrativi, della nuova rete stradale.
Dell'epoca del primo imperatore resta solo il circo (chiamato anche l'Ippodromo), costruito con priorità assoluta assieme alle mura. Un referente ideale fu il Circo Massimo di Roma e si ispirò ai circhi della Tetrarchia (Nicomedia in Oriente, Milano ed Aquileia in Occidente); era straordinariamente monumentale e capiente, con una lunghezza di circa 450 metri per 120 di larghezza. Il suo ruolo andò via via trasformandosi affiancando la sua destinazione iniziale (le corse dei carri) a luogo deputato all'"epifania" imperiale, cioè all'apparizione del sovrano nella sua tribuna dalla quale si mostrava al popolo per presenziare ai giochi, circondato da quei segni di regalità e potere che dovevano apparire quasi ultraterreni, nell'accoglienza con l'acclamazione rituale della folla. Nel circo si celebravano i trionfi, si tenevano esecuzioni capitali, cerimonie e incoronazioni, e nascevano tumulti. Nel circo furono collocati vari capolavori presi un po' ovunque nell'Impero, dal tripode portato via dal tempio di Apollo a Delfi fino ai cavalli di bronzo dorato (di incerta origine ma antecedenti) che successivamente sono stati posti sul portale della basilica di San Marco a Venezia.

Planimetria della chiesa dei Santi Sergio e Bacco ad Istanbul

Il foro si trovava ad occidente, su un'altura. Era a pianta circolare e circondato da colonne a doppio ordine. Al centro del foro si trovava un altro monumento simbolo del potere imperiale, la colonna-santuario. Si trattava di una grande colonna sormontata da una statua bronzea dell'Imperatore rappresentato come la divinità del sole (il Sol Invictus o, alla greca, Elio); la colonna si ergeva su uno zoccolo alto circa cinque metri, che racchiudeva un santuario dove si pregava che scongiurasse sciagure proteggendo la città che aveva fondato. In questo santuario venivano conservate delle reliquie del tutto improbabili (per esempio l'ascia con cui Noè costruì l'arca) assieme a reliquie pagane (la statua della divinità che Enea avrebbe portato via da Troia). Un curioso esempio di santuario misto pagano/cristiano, che sarebbe stato scandaloso sia per la Chiesa di pochi anni precedente che per quella di pochi anni successiva al regno di Costantino, e era invece considerata una concessione alla mentalità politeista dei Romani.
Tra le chiese fondate da Costantino c'erano quella dedicata alla Santa Sapienza (la Santa Sofia, prima della riedificazione al tempo di Giustiniano che ne fece un capolavoro dell'architettura di tutti i tempi), destinata a funzionare da cattedrale, e quella dei Santi Apostoli, a pianta centrale, che divenne il mausoleo imperiale.
Per parlare di arte bizantina si deve aspettare almeno al V secolo, quando con la divisione dell'Impero romano in due tronconi, si iniziò a sviluppare una corrente artistica indipendente che aveva come centro Costantinopoli. Prima di allora anche le prove artistiche della Nuova Roma vengono fatte rientrare nelle imprese della tarda antichità o dell'arte paleocristiana.
Gli artisti di Costantinopoli si rifecero alle tendenze dell'arte tardoantica, in particolare della corrente provinciale e plebea, che aveva semplificato la raffigurazione umana, i rapporti spaziali e il naturalismo, in favore di rappresentazioni più simboliche e di comprensione più immediata. Anche l'arte paleocristiana romana, con l'attenzione più al simbolo che alla raffigurazione reale, influenzò i nuovi artisti di corte.

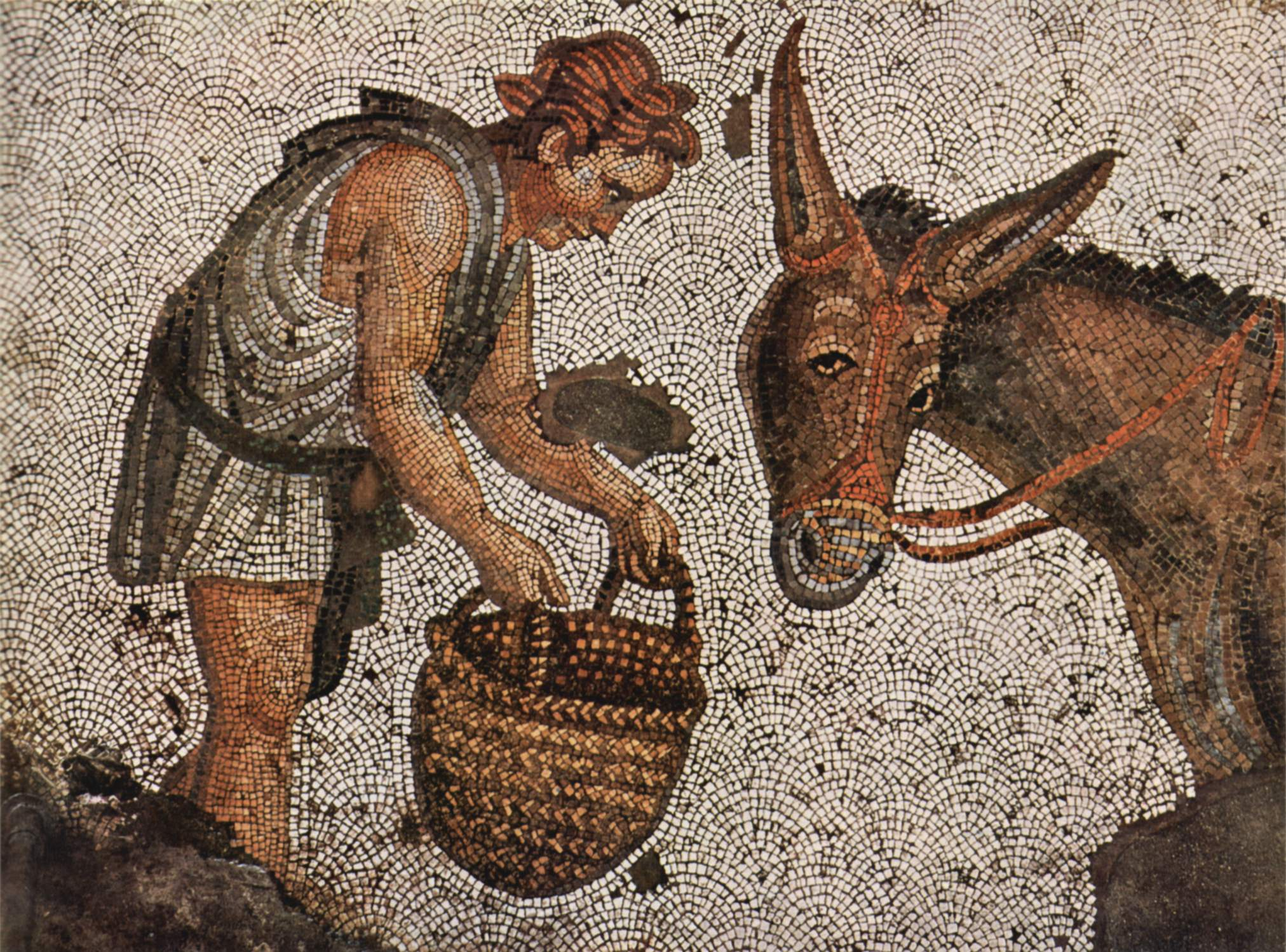
Mosaico pavimentale del Palazzo Imperiale di Costantinopoli

Le rappresentazioni ufficiali di imperatori e dignitari avevano da qualche tempo iniziato a preferire una iconografia frontale, senza movimento, ieratica, che dava alle figure un'apparenza astratta e irreale, quasi divina. L'identificazione dell'Imperatore e la sua corte con il mondo divino fu una corrente nata con la progressiva orientalizzazione dell'Impero e che continuò a svilupparsi successivamente.
Un esempio emblematico di rappresentazione stilizzata e semplicata si trova nel dado fatto porre al centro dell'Ippodromo di Costantinopoli da Teodosio I, come base per l'obelisco egizio proveniente da Karnak (390 circa). Sui quattro lati fu scolpita una rappresentazione dell'ippodromo e della tribuna reale, che doveva fare quasi da specchio idealizzato di ciò che le stava intorno. Teodosio, accanto ai figli e ai membri della corte imperiale, assiste ai giochi e riceve il tributo dalle popolazioni barbare. Le proporzioni modificate secondo la gerarchia dei personaggi, già riscontrabili all'epoca di Costantino, qui sono nette e indiscutibili: l'imperatore, nella rigida posizione frontale, domina tutti, mentre in basso attori e danzatrici dell'arena si muovono con vivacità, ma, sebbene si trovino più vicine all'osservatore, sono di dimensioni molto ridotte.
Non mancò però anche una spinta alla renovatio, alla ripresa di spunti naturalistici che derivavano dalla memoria ancora viva dell'arte classica e ellenistica. Si possono leggerne i risultati in opere profane come i mosaici pavimentali del grande cortile porticato del Palazzo Imperiale, dove scene bucoliche, giochi di bambini, scene di caccia e di combattimento tra animali mostruosi presentano una viva resa naturalistica, affinata dallo sfondo bianco circondato da elaborate cornici a foglie di acanto.

## Nuovi centri artistici: Milano

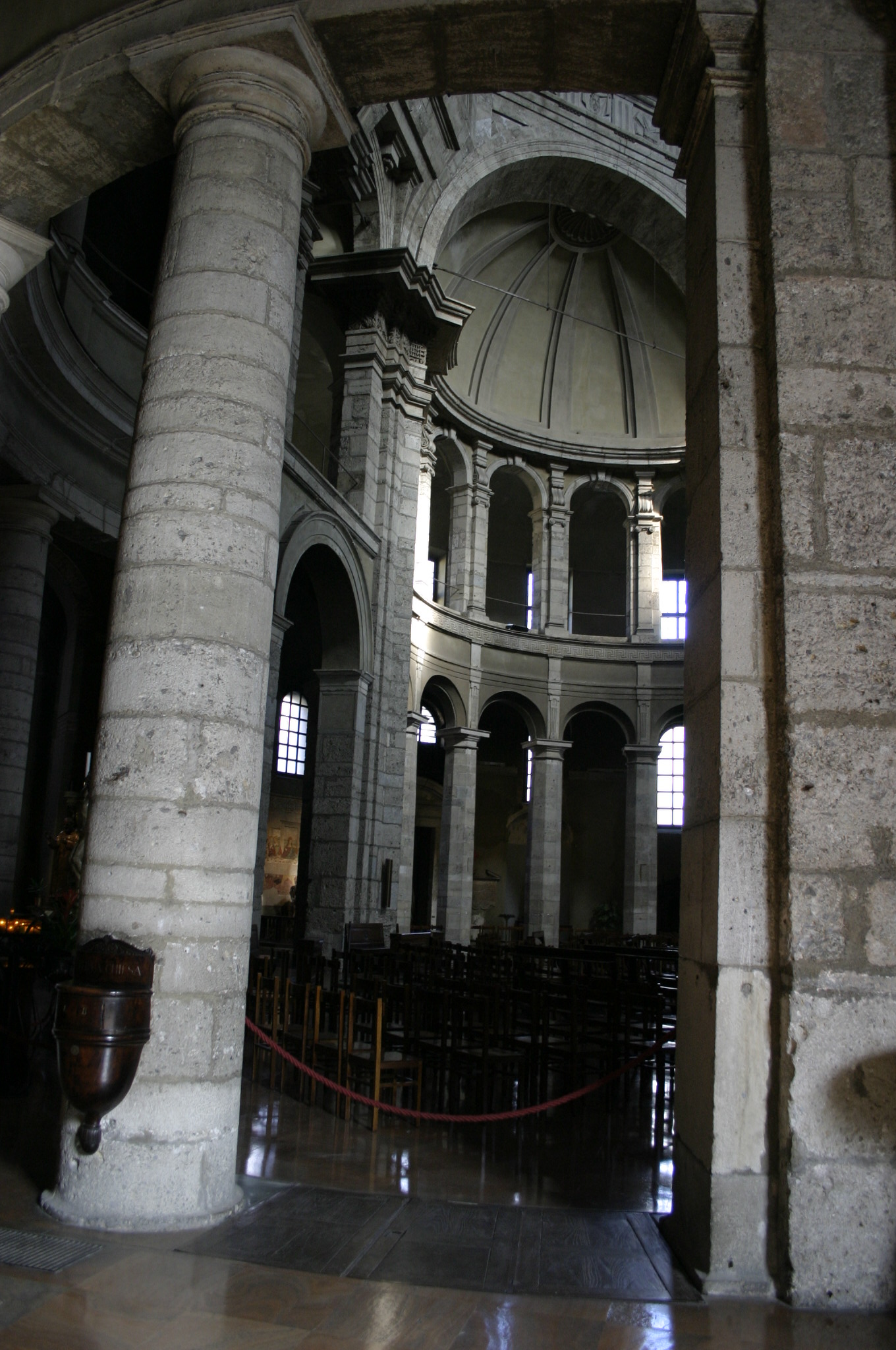
Il solenne interno di San Lorenzo a Milano, sebbene ricostruito nel XVI secolo, ricalcò la struttura paleocristiana

Durante la Tetrarchia la città divenne capitale di Massimiano (286-305). L'editto di Milano del 313 concedendo il culto ai cristiani segnò anche l'inizio di profonde e radicali trasformazioni: la costruzione di basiliche e monumenti cristiani reimpiegando materiali appartenuti agli edifici pagani o addirittura la metodica distruzione di monumenti particolarmente invisi (l'anfiteatro).
Il centro religioso, l'attuale piazza del Duomo, comprendeva ben due cattedrali: una basilica vetus o minor (313-315 circa, futura Santa Maria Maggiore), cattedrale "invernale" ed una basilica nova o maior (343-345 circa, poi chiesa di Santa Tecla), cattedrale "estiva". Queste basiliche sono solo in parte conosciute perché vi fu in seguito edificato sopra il Duomo di Milano. Solo della basilica nova si conosce qualcosa, trovandosi al di sotto dell'attuale sagrato: aveva una pianta longitudinale con cinque navate e il presbiterio con abside era separato dal resto della basilica da un muro divisorio, che aveva una grande apertura.

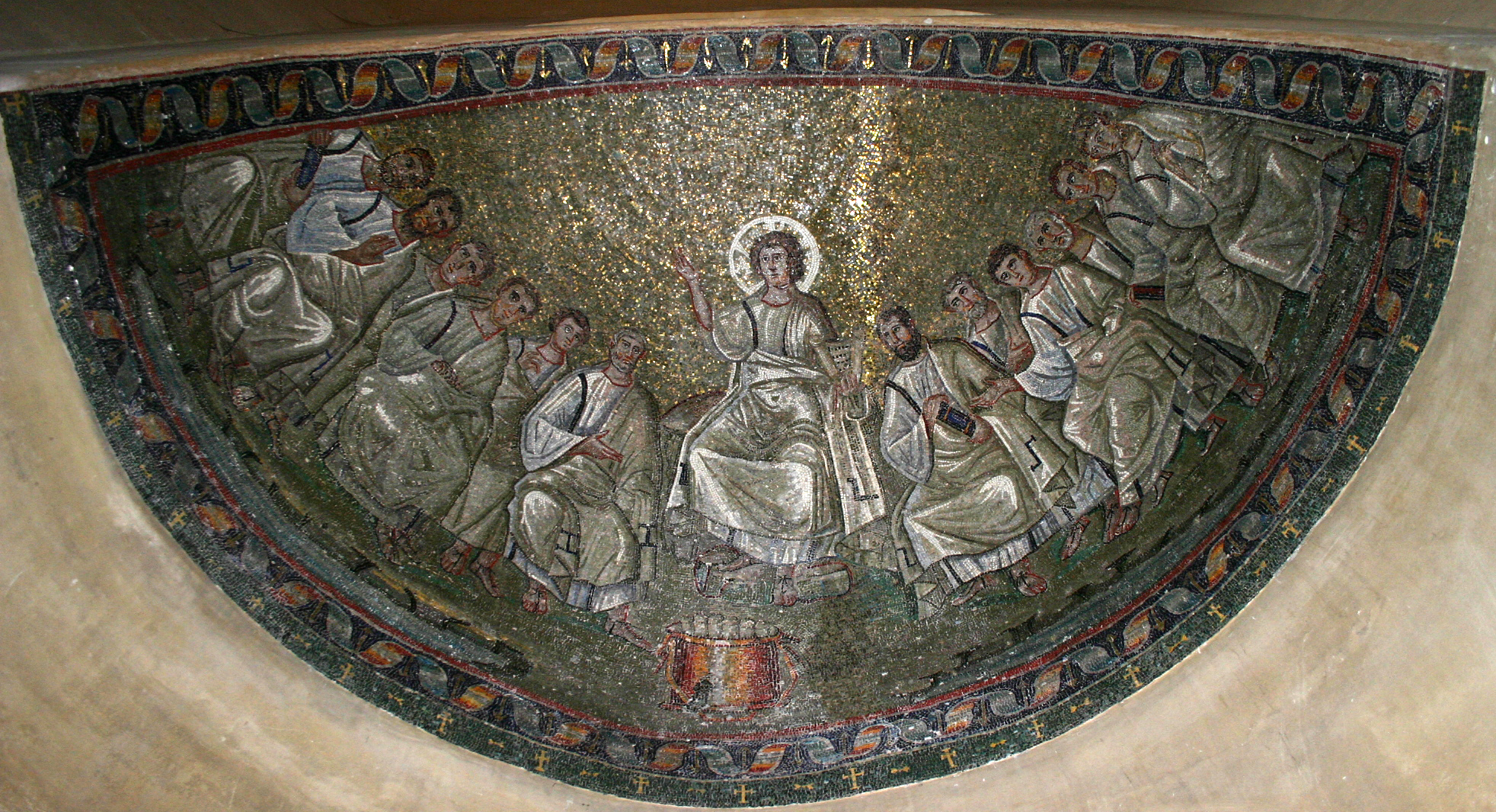
Traditio legis, sacello di Sant'Aquilino, basilica di San Lorenzo, Milano

Di pari antichità era la basilica di San Lorenzo, la quale però presentava un'inconsueta pianta a croce greca, dovuta forse al fatto di essere connessa al palazzo imperiale di Teodosio I e quindi "cappella palatina". Della chiesa paleocristiana oggi restano la pianta e l'alzato (nonostante la riedificazione tardo manieristica, che però ricalcò le forme antiche), dove compaiono due livelli, dominati da un matroneo che corre lungo le esedre ai quattro lati. In questo caso il matroneo era usato non dalle donne, ma dalla corte imperiale. Dalle esedre si accede a una serie di sacelli esterni, o martiria, a pianta ottagonale ma di dimensioni variabili, risalenti alla fine del IV-inizio del V secolo. Particolarmente importante è il sacello est, detto di San Aquilino, dove si trova un mosaico del VI secolo con un Cristo filosofo tra i discepoli, con l'interessante fondo oro: segno che questa tecnica (in uso dal V secolo), non era una prerogativa dell'arte bizantina, anzi veniva usato anche in occidente.

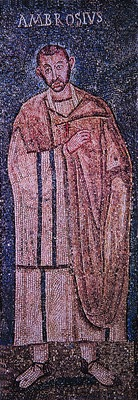
Ritratto di Ambrogio, Milano, San Vittore in Ciel d'oro

La figura che dominò la vita e lo sviluppo della città fu il vescovo Ambrogio, che venne nominato al soglio episcopale a trentaquattro anni nel 373. Con lui iniziò un programma di costruzione di basiliche dedicate alle varie categorie di santi: una basilica per i profeti (dedicata poi a San Dionigi, della quale si conosce solo la localizzazione vicino ai bastioni di Porta Venezia), una per gli apostoli (la basilica di San Nazaro in Brolo), una per i martiri (martyrium, che in seguito ospitò le sue spoglie e divenne la Basilica di Sant'Ambrogio), una per le vergini (futura San Simpliciano).
La basilica oggi detta di San'Ambrogio, già basilica martyrium, consacrata nel 386, è stata completamente riedificata in epoca romanica, ma doveva avere in antico una pianta a croce latina, simile a quella odierna, e uno stesso quadriportico antistante alla basilica. Dell'epoca paleocristiana resta un mosaico nel cosiddetto sacello di San Vittore in Ciel d'oro, risalente al V secolo, con il più antico ritratto di Ambrogio.
La basilica apostolorum (San Nazaro in Brolo), sempre del 386, aveva una pianta a croce greca con bracci movimentati da absidiole sui lati, che trova riscontro solo nella chiesa dei Santi Apostoli di Costantinopoli. Davanti alla chiesa si apriva un atrio porticato.
La basilica virginum, poi dedicata al successore di Ambrogio, San Simpliciano, conserva dell'epoca paleocristiana l'aspetto esterno delle pareti, dove si aprono arcate cieche decorative, una caratteristica ripresa dalla Basilica Palatina di Costantino a Treviri. Ha una pianta a croce greca, ma il braccio del coro, con l'abside, è molto più corto.

## Nuovi centri artistici: Ravenna

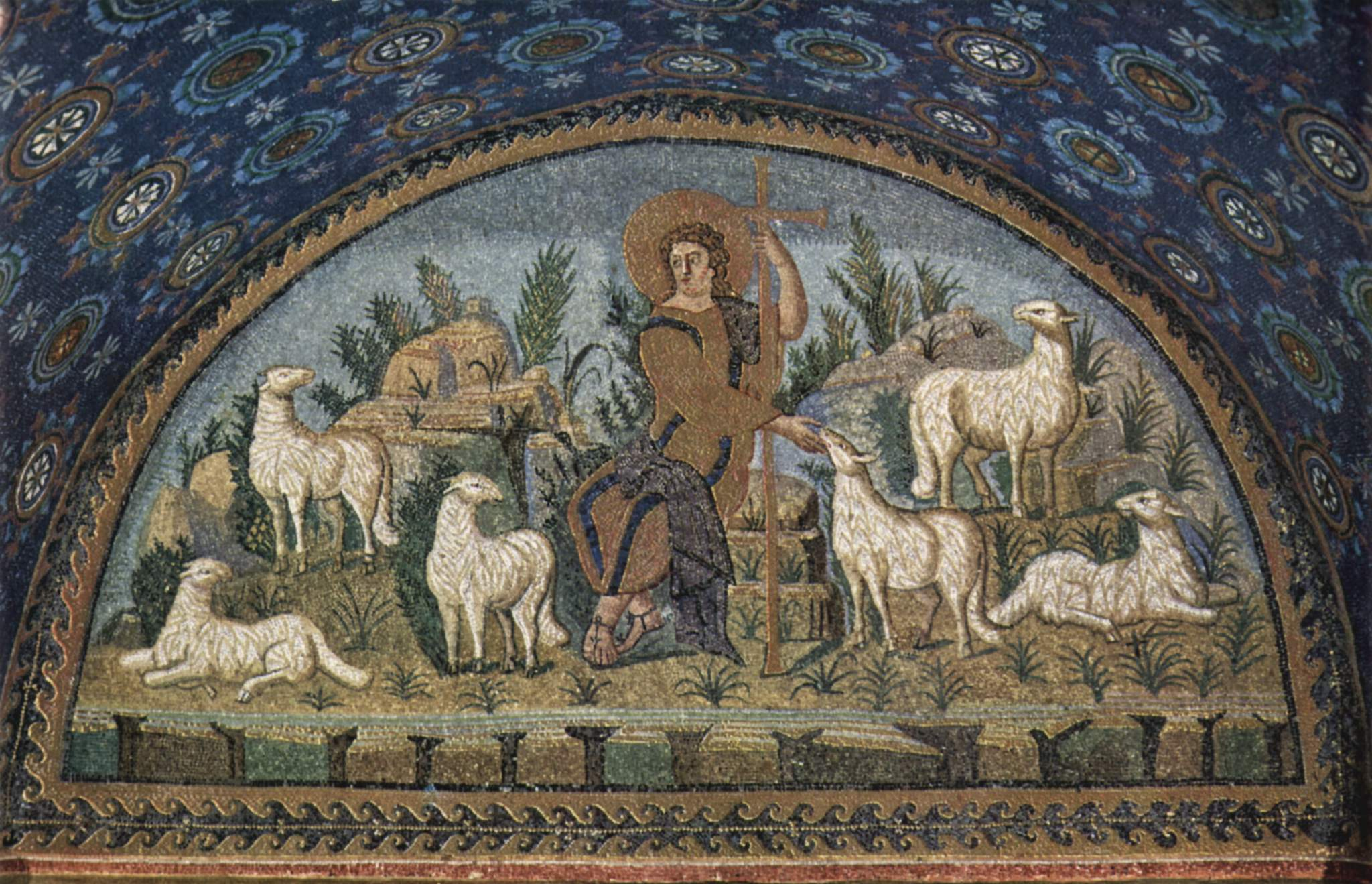
Lunetta del Buon Pastore, Mausoleo di Galla Placidia, Ravenna, prima metà del V secolo.

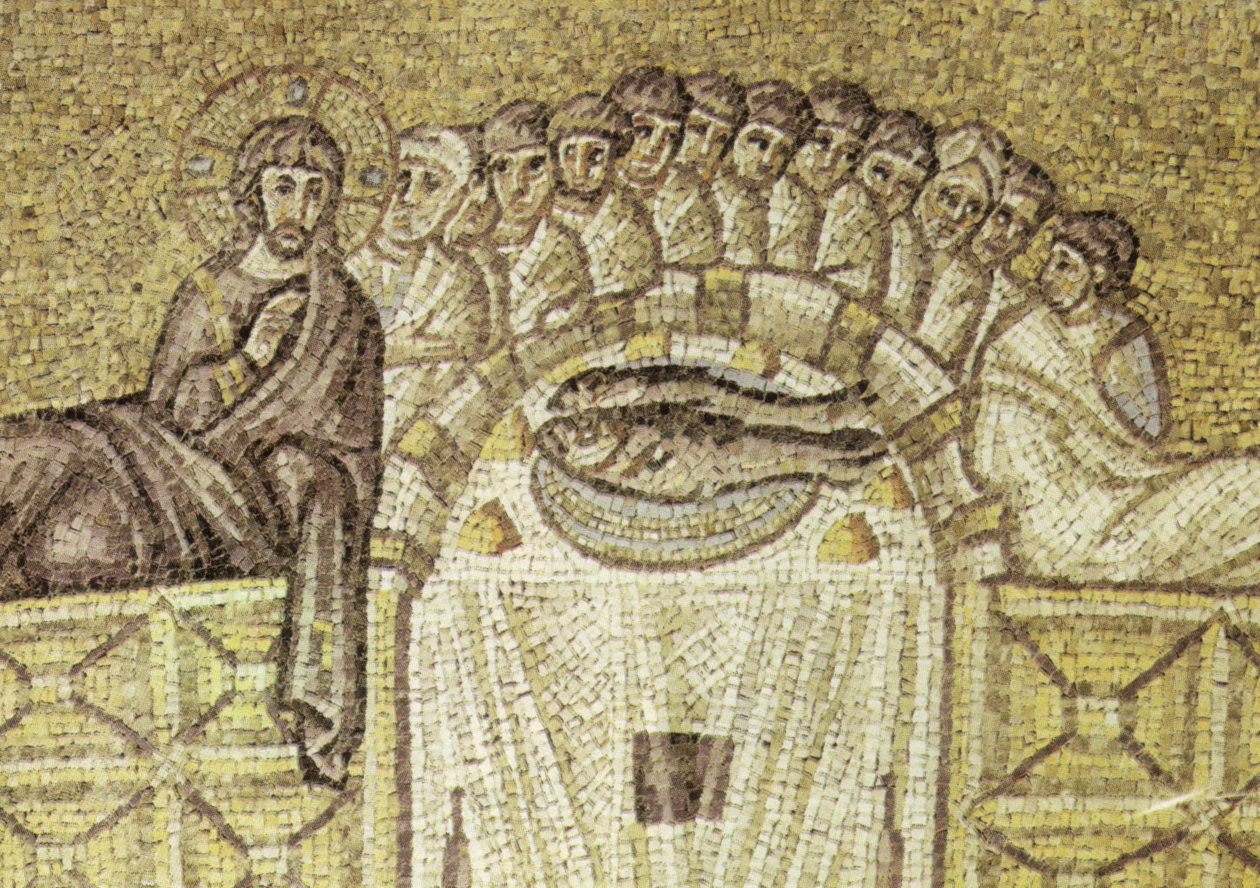
Ultima Cena, Sant'Apollinare Nuovo, Ravenna, inizio del VI secolo.

Ravenna divenne capitale imperiale nel 402, lo rimase per oltre settant'anni. La città era posta vicino al mare e inaccessibile da terra perché circondata da paludi. Era quindi considerata eccellente dal punto di vista difensivo ma (a causa dell'urgenza con cui era stata scelta) era inadeguata per ospitare l'Imperatore e la sua corte. Per questo subito si iniziarono a costruire grandi edifici anche in posizioni decentrate rispetto al nucleo più difendibile. Uno dei primi esempi dell'arte della nuova capitale è la decorazione del Battistero Neoniano, con sfarzosi stucchi, affreschi e marmi policromi, ma soprattutto mosaici, nella cupola. Entro tre anelli concentrici sono rappresentati vari soggetti: finte architetture, i dodici apostoli e la scena del Battesimo di Gesù con San Giovanni Battista. Le immagini presentano ancora una notevole consistenza plastica e un senso di movimento, che testimoniano gli ininterrotti rapporti con l'ambiente romano; mentre la vivace policromia, la monumentalità e la ieraticità delle figure sono indice di rapporti con il mondo bizantino.
Durante l'epoca di Galla Placidia (ca. 390-450) si ebbe un vivace impulso edilizio, del quale ci restano la chiesa di San Giovanni Evangelista (interessante per gli elementi di derivazione tipicamente costantinopolitana quali i pastoforia e l'uso dei pulvini) e, soprattutto il cosiddetto Mausoleo di Galla Placidia, dagli intatti mosaici interni. La rappresentazione dei soggetti è ricca di colori e mostra ancora la capacità di rendere il volume e la disposizione realistica nello spazio dei corpi, con figure in primo e in secondo piano, secondo uno stile ancora legato all'arte antica. Non mancano i richiami ai simboli cristiani, come le colombe che bevono alla fonte (simbolo delle anime cristiane che si abbeverano alla grazia divina) e i cervi.
In seguito Ravenna venne conquistata da Teodorico, re degli Ostrogoti, nel 476, il quale raddoppiò gli edifici di culto per il suo popolo che seguiva la fede ariana. Venne costruita una nuova cattedrale (oggi completamente restaurata e quasi priva di tracce del passato), un Battistero ed una nuova chiesa palatina, Sant'Apollinare Nuovo, nella quale è tutt'oggi conservato uno straordinario ciclo musivo, organizzato sulle tre fasce delle pareti sugli archi che delimitano le navate, dove si vede un progressivo avvicinarsi a rappresentazioni più simboliche e meno verosimili. Sono caratteristiche tipiche di questo passaggio: lo spazio e i volumi semplificati, la postura delle figure ieraticamente frontali e il sacrale fondo oro, che fu una caratteristica dominante anche del successivo periodo bizantino.
Va ricordata anche la Domus dei tappeti di pietra, un palazzo signorile bizantino del VI secolo, riscoperto nel 1993. Tra i mosaici conservati nella domus ve n'è uno che raffigura il Buon pastore.